# Briceño (Antioquia)
Pour les articles homonymes, voir Briceño.
Briceño est une municipalité située dans le département d'Antioquia, en Colombie.